# Аметьево (электродепо)
Электродепо «Аме́тьево» (тат. Әмәт, Ämät) (ТЧ-1) (юридическое название — электродепо МУП «Метроэлектротранс») — единственное электродепо Казанского метрополитена. Шестое в России после ТЧ-9 «Фили», ТЧ-20 «Руднёво» Московского метрополитена, ТЧ-1 «Автово» Петербургского метрополитена, ТЧ-1 «Кировское» Самарского метрополитена и ТЧ-1 «Северное» Московского метрополитена с допуском женщин к управлению подвижным составом.

## История
Строительство площадки депо началось в июле 1999 года, собственно депо — в мае 2001 года. Приём депо госкомиссией начался в августе 2005 года. На момент приемки не был достроен гейт от железнодорожного пути до территории депо, поэтому метровагоны «Казань» транспортировались от станции Вахитово до депо волоком на металлических поддонах. Гейт был достроен лишь к прибытию поездов «Русич» в январе 2011 года.

## Обслуживаемые линии
Электродепо «Аметьево» обслуживает Центральную линию Казанского метрополитена.

## Подвижной состав

### Пассажирский подвижной состав
- 81-553.3 «Казань» (годы эксплуатации: 2005  — настоящее время)
- 81-74x.4К «Русич» (годы эксплуатации:  2012 — настоящее время)
- 81-76x.4К «Москва» (годы эксплуатации: 2020 — настоящее время)

Характеристики
Депо рассчитано на 82 вагона. Кроме веера путей и ангаров отстойно-ремонтного корпуса, предусмотрены объединенные мастерские с электровозным цехом, малярным отделением, камерой мойки и обдувки, компрессорной камерой, административно-бытовой корпус с помещениями управленческого и инженерного персонала, столовой, личными и сангигиеническими помещениями, комнатой психологической разгрузки, пунктом медицинского обслуживания и т. п., а также социальный комплекс (открытые и крытые спортивные площадки, торговые киоски и пр.). Рядом с существующим зданием предусмотрен резерв для расширения/достройки отстойно-ремонтного корпуса.
В корпусах депо также частично располагается Профессиональный лицей наземного и подземного электрического транспорта, при котором сооружен первый в Казани автоматизированный автодром.

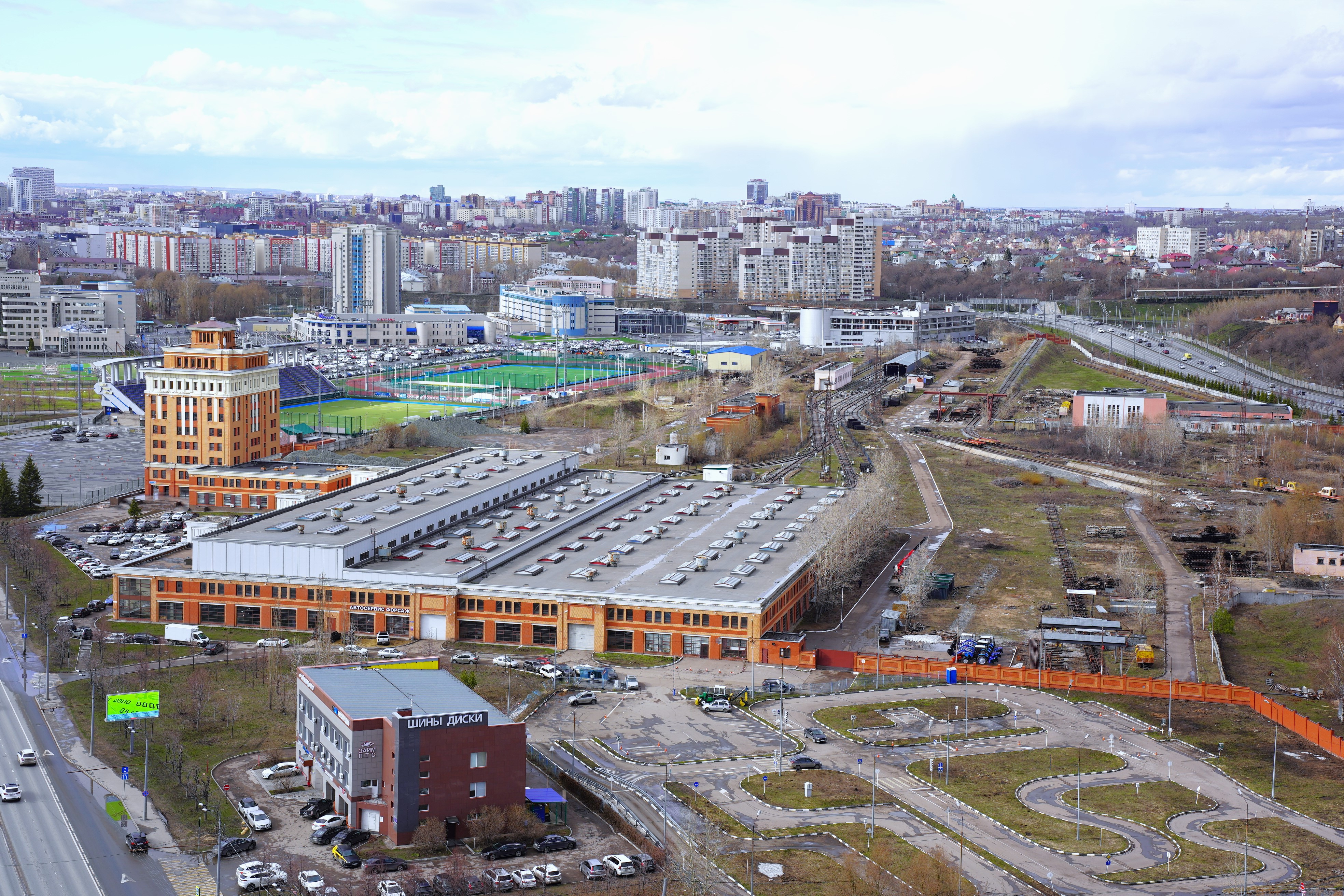
Вид на электродепо Аметьево с высоты жилого комплекса «Чистое Небо»
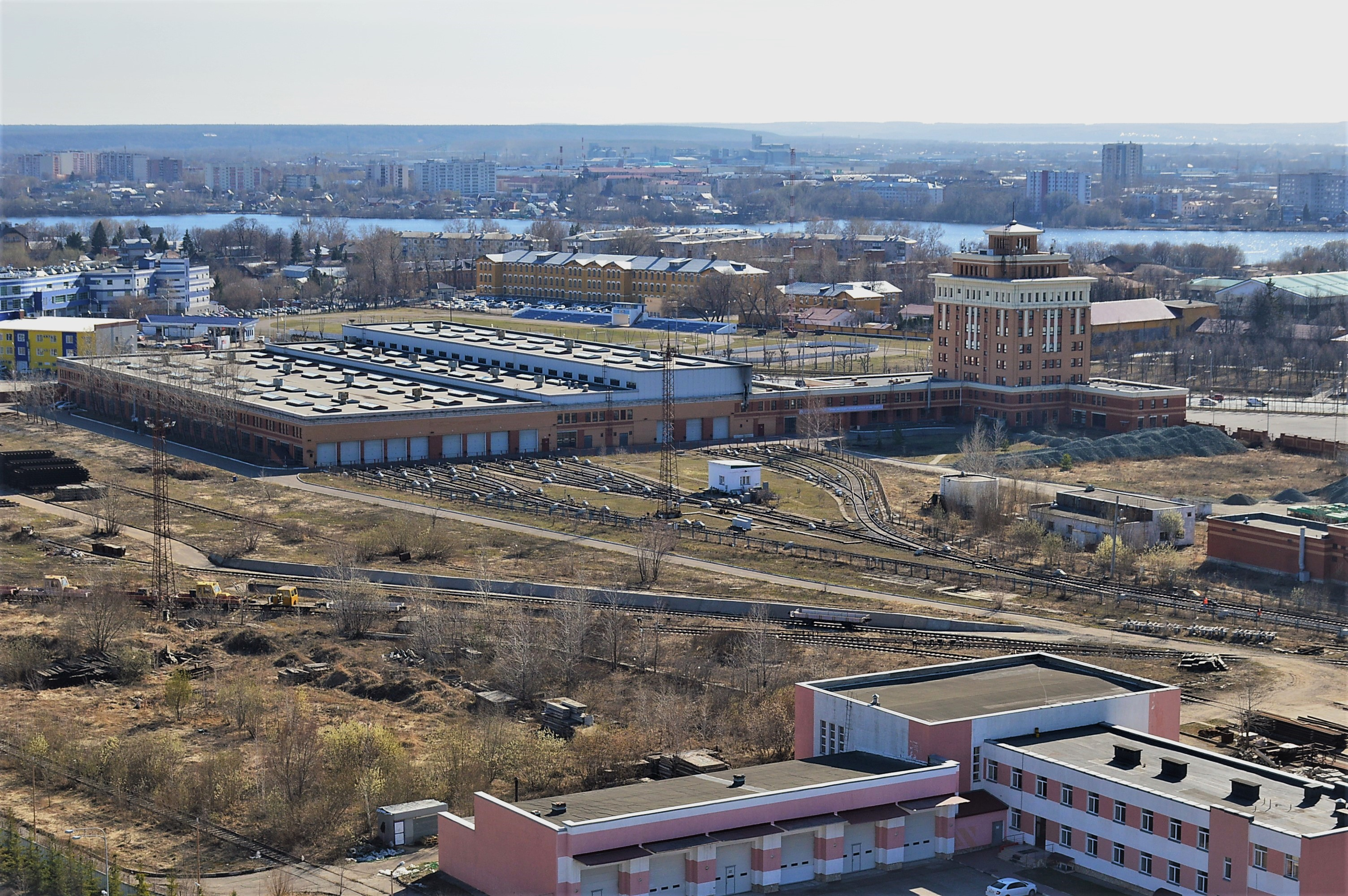
Вид на электродепо Аметьево со стороны микрорайона Танкодром
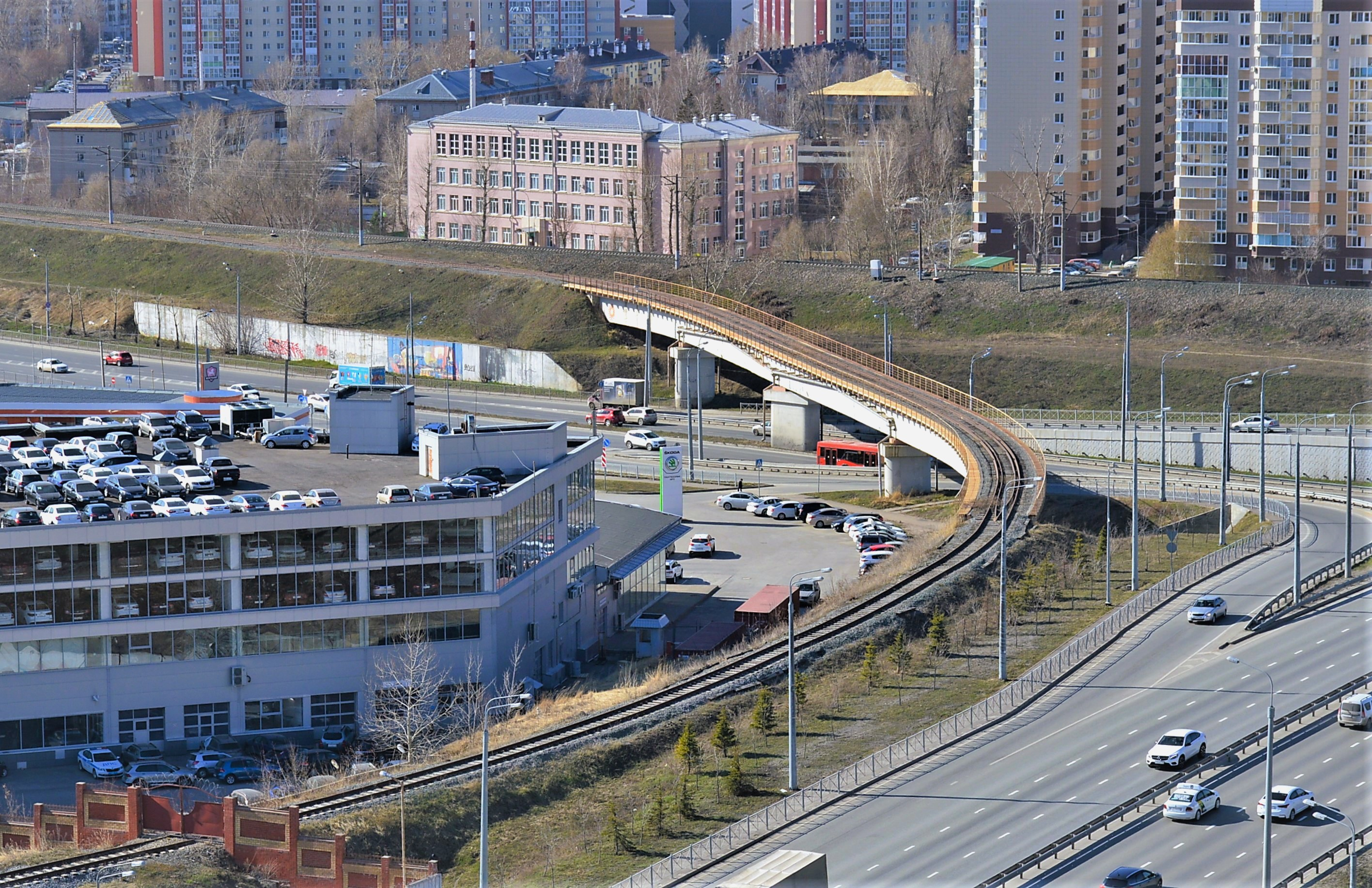
Эстакада, соединяющая электродепо Аметьево с южным железнодорожным ходом
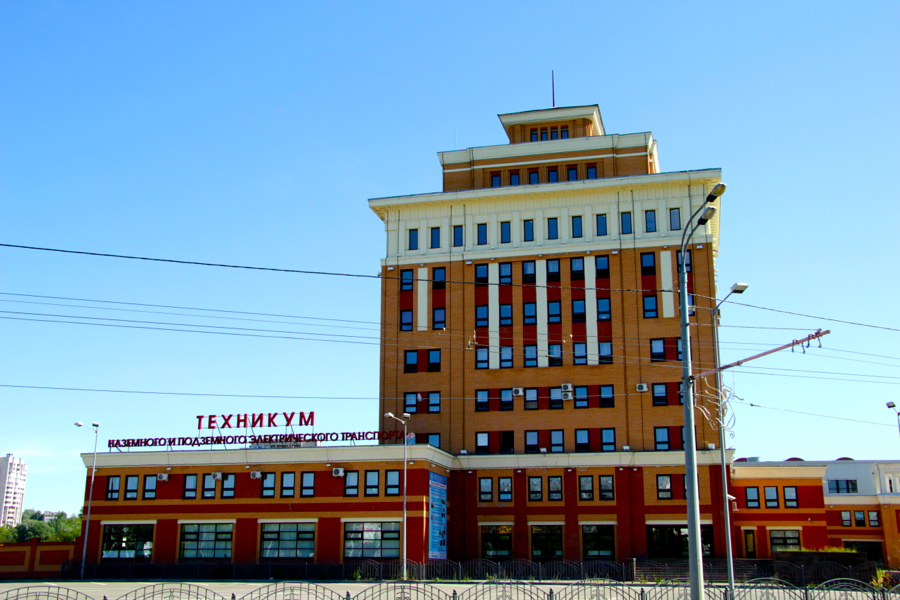
Здание управления электродепо Аметьево